# Bicaz-Chei
Bicaz-Chei – wieś w Rumunii, w okręgu Neamț, w gminie Bicaz-Chei. W 2011 roku liczyła 3082 mieszkańców.